# Tribolonotus ponceleti
Espèce
Statut de conservation UICN

 DD : Données insuffisantes
Tribolonotus ponceleti est une espèce de sauriens de la famille des Scincidae.

## Répartition
Cette espèce est endémique de l'archipel des Salomon.

## Étymologie
Cette espèce est nommée en l'honneur de Jean-Baptiste Poncelet (1884-1958).

## Publication originale
- Kinghorn, 1937 : A new species of skink from the Solomon Islands. Records of the Australian Museum, vol. 20, no 1, p. 1-2 (texte intégral).